# ريتش كوستانزو
ريتش كوستانزو (بالإنجليزية: Rich Costanzo)‏ هو لاعب كرة قدم أمريكي في مركز الدفاع، ولد في 17 فبراير 1986 في بيتسبرغ في الولايات المتحدة. لعب مع بيتسبورغ ريفرهوندز.